# Ocnele Mari
Ocnele Mari es una ciudad con estatus de oraș de Rumania en el distrito de Vâlcea.

## Geografía
Se encuentra a una altitud de 262 m s. n. m. a 183 km de la capital, Bucarest.

## Demografía
Según estimación 2012 contaba con una población de 3 498 habitantes.
| 1948  | 1956  | 1966  | 1977  | 1992  | 2002  | 2012  |
| 6 159 | 4 420 | 3 651 | 3 883 | 3 617 | 3 563 | 3 498 |